# Los Roques
Los Roques (span. Archipiélago Los Roques) ist ein Archipel, der ungefähr 170 km nördlich von Caracas im Karibischen Meer liegt und zu den venezolanischen Dependencias Federales (Bundesterritorien) gehört. 

## Entdeckungsgeschichte
Der Archipel taucht seit 1529 auf spanischen Landkarten auf, ab 1589 war er offiziell ein Teil des Vizekönigreich Neuspanien.

## Geografie
Der Archipel besteht offiziell aus 67 Inseln mit Flächen von 0,1 bis 1521 Hektar. und bildet den Nationalpark Parque Nacional Archipiélago de Los Roques.
Die Hauptinsel Gran Roque ist mit 182,2 Hektar Fläche die flächenmäßig fünftgrößte Insel. Sie ist die einzige bewohnte Insel, mit einer Bevölkerung von 1471 zur Volkszählung am 30. Oktober 2011. Zehn Jahre früher zählte die Bevölkerung 1143. Das Barriereriff, das die Inselgruppe umgibt, ist eines der größten der Welt. Das Korallenriff ist Heimat unzähliger Meerestiere (Enten-, Kugel- und Trompetenfische, Mollusken und Korallen, Langusten, Schwämme, Seeigel etc.) und Vögel (Pelikane, Reiher, Fregattvögel usw.). In vergangenen Jahrhunderten dienten die Inseln als Versteck für Seeräuber, die hier zwischenlandeten und ihre Fregatten versteckten.
Auf der Insel Gran Roque befindet sich der Flugplatz des Archipels mit einer Asphaltpiste (1000 m × 26 m). Dieser wird von Caracas aus mit Propellermaschinen bedient; die Flugzeit beträgt etwa dreißig Minuten.

## Bilder

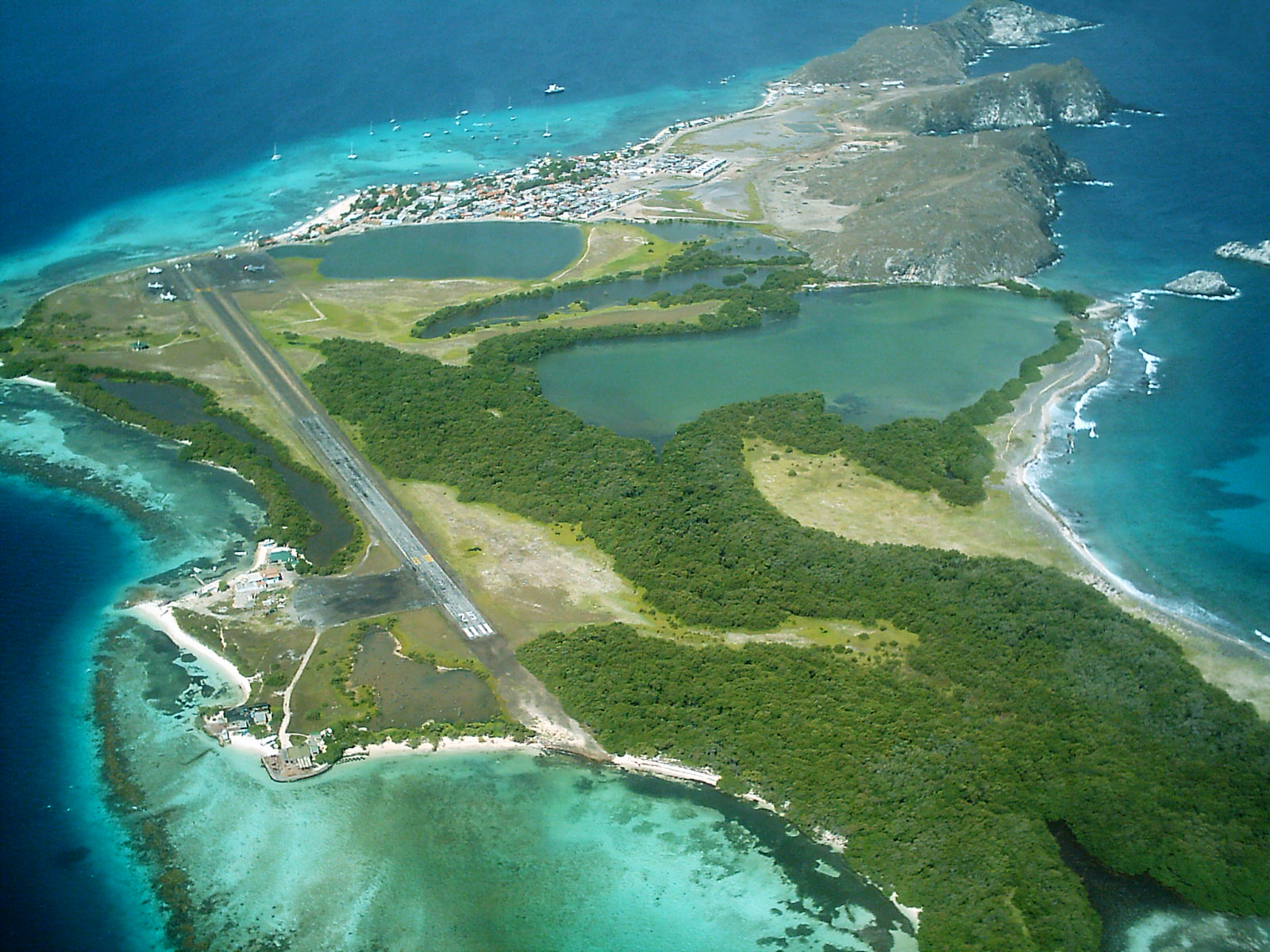
Luftaufnahme von Gran Roque
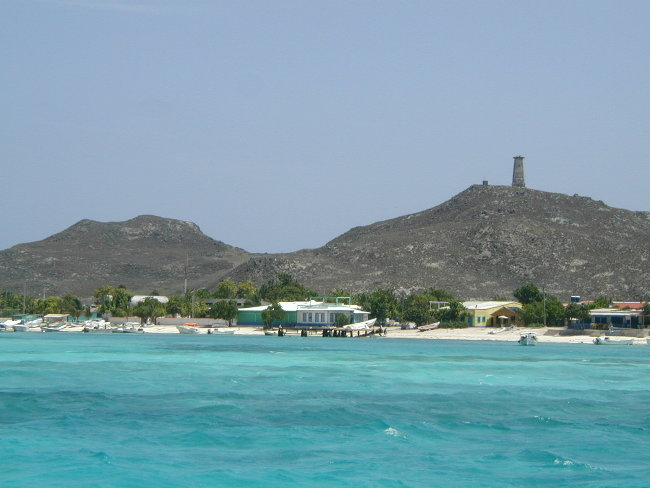
Gran Roque
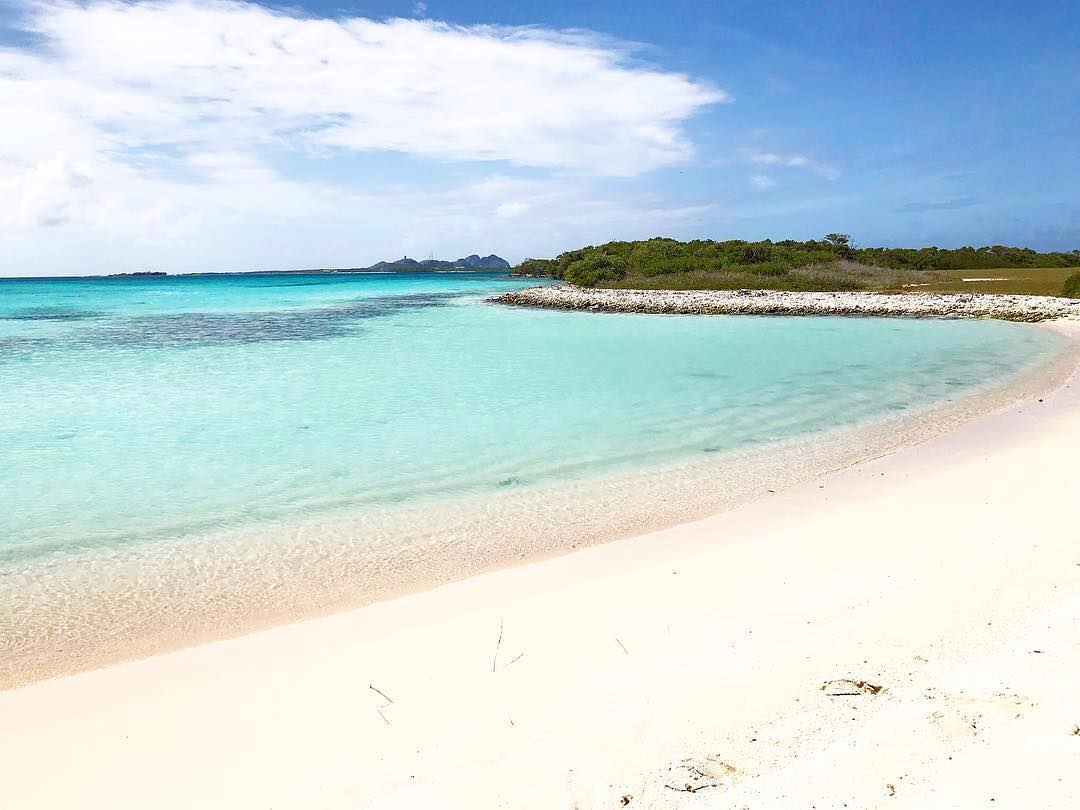
Cayo Nordisqui
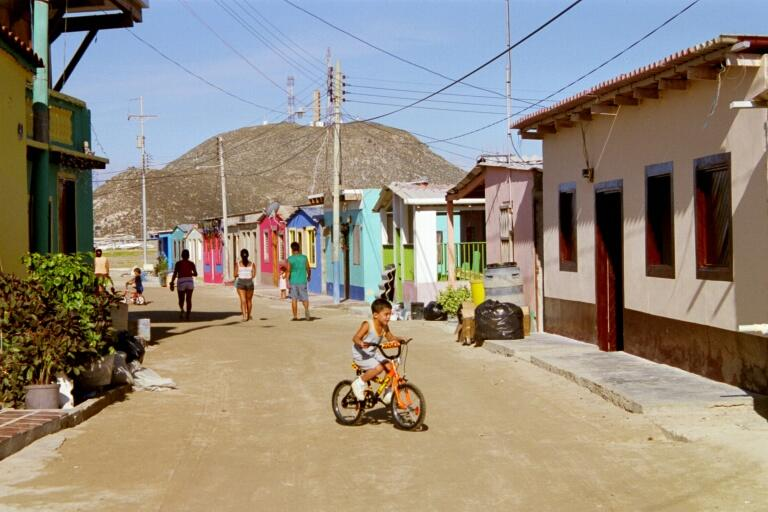
Dorf auf Gran Roque